# 슈퍼 32X
슈퍼 32X(영어: Super 32X, 일본어: スーパー32X)는 세가에서 발매된 가정용 게임기 메가 드라이브의 업그레이드 부스터(확장 기기)이다. 일본에서 1994년 12월 3일 발매되었으며, 발매 당시 정가는 16,800엔이었다.

## 개요
메가 드라이브의 비디오/사운드 케이블과 합치는 형태의 32비트 게임기이다. 세가 새턴과 같이 CPU로 히타치의 SH-2를 탑재하고 있으며, 메가 드라이브의 롬 카트리지 슬롯을 통해 장착한다. 게임 공급 매체로 롬 카트리지와 CD-ROM의 사용이 가능하지만(세가 CD 32X), 일본 내에서는 CD-ROM 게임이 발매되지 않았다.
세가 새턴과 플레이스테이션이 빠르게 보급되면서 슈퍼32X를 사용한 32비트로의 업그레이드 시도는 실패로 끝나게 된다.

## 게임 목록
1994년 11월 21일 발매부터 1996년까지 총 40개의 게임이 발매되었다.
- BC 레이서즈
- NBA 잼 토너먼트 에디션
- NFL 쿼터백 클럽
- RBI 베이스볼 '95
- WWF RAW
- WWF 레슬매니아 - 디 아케이드 게임
- T-멕
- 골프 매거진 - 프레드 커플스의 36 그레이트 홀스
- 다크사이드
- 둠
- 디온 샌더스의 월드 시리즈 베이스볼
- 메탈 헤드
- 모탈 컴뱃 2
- 모터크로스 챔피언쉽
- 버추어 레이싱 디럭스
- 버추어 파이터
- 브루탈 언리쉬드 - 어보브 더 클로
- 블랙쏜
- 사이버 브롤
- 삼국지 4
- 스타 워즈 아케이드
- 스타 트렉 - 스타플릿 아카데미 스타쉽 브릿지 시뮬레이터
- 스텔라 어설트
- 스파이더맨 - 웹 오브 파이어
- 스페이스 해리어
- 애프터 버너
- 카오틱스
- 콜리브리
- 터프맨 컨테스트
- 템포
- 팔라스코드
- 프라이멀 레이지
- 피트폴 - 더 마얀 어드벤처
- FIFA 사커 '96
- 나이트 트랩 (CD 32X)
- 미드나잇 레이더스 (CD 32X)
- 서지컬 스트라이크 (CD 32X)
- 슈프림 워리어 (CD 32X)
- 스카티 피펜의 슬램 시티 (CD 32X)
- 콥스 킬러(CD 32X)
- 파렌하이트 (CD 32X)

## 같이 보기
- 3DO 인터랙티브 멀티플레이어